# Goeldia
Genre
Synonymes
- Göldia Keyserling, 1891
- Calleva Simon, 1892
- Temecula O. Pickard-Cambridge, 1896
- Aymarella Chamberlin, 1916

Goeldia est un genre d'araignées aranéomorphes de la famille des Titanoecidae.

## Distribution
Les espèces de ce genre se rencontrent en Amérique.

## Liste des espèces
Selon World Spider Catalog (version 25.0, 01/04/2024) :
- Goeldia bagumbubu Almeida-Silva & Brescovit, 2024
- Goeldia chinipensis Leech, 1972
- Goeldia diva Almeida-Silva & Brescovit, 2024
- Goeldia funesta (Keyserling, 1883)
- Goeldia gauderio Almeida-Silva & Brescovit, 2024
- Goeldia goytacazes Almeida-Silva & Brescovit, 2024
- Goeldia guayaquilensis (Schmidt, 1971)
- Goeldia leechi Almeida-Silva & Brescovit, 2024
- Goeldia luteipes (Keyserling, 1891)
- Goeldia mexicana (O. Pickard-Cambridge, 1896)
- Goeldia mirim Almeida-Silva & Brescovit, 2024
- Goeldia nigra (Mello-Leitão, 1917)
- Goeldia obscura (Keyserling, 1878)
- Goeldia patellaris (Simon, 1893)
- Goeldia portenha Almeida-Silva & Brescovit, 2024
- Goeldia tizamina (Chamberlin & Ivie, 1938)
- Goeldia utcuyacu Almeida-Silva & Brescovit, 2024
- Goeldia zyngierae Almeida-Silva, Brescovit & Dias, 2009

## Systématique et taxinomie
Ce genre a été décrit par Keyserling en 1891. Il est placé en synonymie avec Titanoeca puis il est relevé de synonymie par Lehtinen en 1967.
Calleva, Temecula et Aymarella ont été placés en synonymie par Lehtinen en 1967.

## Publication originale
- Keyserling, 1891 : « Die Spinnen Amerikas. » Brasilianische Spinnen,, vol. 3, p. 1-278 (texte intégral).